# Heinz-Ulrich Walther
Heinz-Ulrich Walther (Stendal, 9 de maio de 1944) é um ex-patinador artístico alemão, que competiu representando a Alemanha Oriental. Ele conquistou com Heidemarie Steiner uma medalha de bronze em campeonatos mundiais, três medalhas de bronze em campeonatos europeus e foi quatro vezes campeã do campeonato nacional alemão oriental. Walther disputou duas edições dos Jogos Olímpicos de Inverno, em 1964 com Brigitte Wokoeck, terminou na 11.ª posição, e em 1968 com Heidemarie Steiner, terminou na 4.ª posição.

## Principais resultados

### Duplas com Heidemarie Steiner
| Jogos Olímpicos                                       |                 |                   | 4.º               |                 |                   |  |  |  |  |  |  |  |  |  |  |
| Campeonato Mundial                                    | 9.º             | 5.º               | 5.º               | 5.º             | Medalha de bronze |  |  |  |  |  |  |  |  |  |  |
| Campeonato Europeu                                    | 8.º             | Medalha de bronze | Medalha de bronze | 4.º             | Medalha de bronze |  |  |  |  |  |  |  |  |  |  |
| Nacional                                              |                 |                   |                   |                 |                   |  |  |  |  |  |  |  |  |  |  |
| Campeonato Alemão Oriental                            | Medalha de ouro | Medalha de ouro   | Medalha de prata  | Medalha de ouro | Medalha de ouro   |  |  |  |  |  |  |  |  |  |  |
|                                                       |                 |                   |                   |                 |                   |  |  |  |  |  |  |  |  |  |  |
| Legenda: Competição não foi disputada nesta temporada |                 |                   |                   |                 |                   |  |  |  |  |  |  |  |  |  |  |

### Duplas com Brigitte Wokoeck
| Jogos Olímpicos                                       |                   |     |                 | 11.º              |                 |  |  |  |  |  |  |  |  |  |  |
| Campeonato Europeu                                    |                   | 6.º | 8.º             |                   |                 |  |  |  |  |  |  |  |  |  |  |
| Blue Swords                                           |                   |     |                 | Medalha de ouro   |                 |  |  |  |  |  |  |  |  |  |  |
| Nacional                                              |                   |     |                 |                   |                 |  |  |  |  |  |  |  |  |  |  |
| Campeonato Alemão Oriental                            | Medalha de bronze |     | Medalha de ouro | Medalha de bronze | Medalha de ouro |  |  |  |  |  |  |  |  |  |  |
|                                                       |                   |     |                 |                   |                 |  |  |  |  |  |  |  |  |  |  |
| Legenda: Competição não foi disputada nesta temporada |                   |     |                 |                   |                 |  |  |  |  |  |  |  |  |  |  |